# Уральский (Оренбургская область)
Ура́льский — посёлок в Первомайском районе Оренбургской области, административный центр Уральского сельсовета.
Расположен в 31 км к югу от посёлка Первомайский, в 240 км к западу от Оренбурга и в 45 км к северо-северо-востоку от Уральска (Казахстан). Посёлок находится на берегу Красновки (приток Рубежки), на ней у посёлка сооружён пруд.
Имеется подъездная дорога к посёлку с запада, от автодороги Бузулук — Уральск со стороны села Красное. От посёлка отходят тупиковые местные дороги к населённым пунктам поселения.

## История
Уральский был основан как племсовхоз в 1929 году. Первыми основателями целинных земель были комсомольцы-добровольцы со всего СССР. В суровых климатических условиях создавался совхоз, который в будущем стал совхозом-миллионером. Основными направлениями — развитие крупного рогатого поголовья, коневодство, свиноводство, аграрии. Население в годы становления росло быстрыми темпами. В совхозе были построены больница, хлебопекарня, общественная баня, школа, детский сад, учреждение розничной торговли и полноценный дом культуры с кинозалом. В конце 1980-х было налажено производство безалкогольных сладких напитков. Национальный состав: русские, казахи, татары, немцы, мордва, чуваши, башкиры, украинцы. С распадом СССР численность населения выросла за счёт мигрантов из стран Средней Азии. В 1993 году совхоз полностью газифицирован. В 2003 году племсовхоз объявил себя банкротом. На состоявшихся собраниях в марте 2003 года было решено передать совхоз в аренду ООО «ПервомайскАлко» (крупный ликёро-водочный завод в районе). За годы пребывания в аренде хозяйство окончательно пришло в упадок. Было истреблено всё поголовье скота, здания ферм и хозпостройки были разрушены, поля и сельхозугодья заброшены.
С распадом совхоза заметно выросло число уезжающих в более благоприятные районы и города. Не работают бывшие хлебопекарня и общественная баня. В настоящее время здания переоборудованы в жилые дома. Здание лимонадного предприятия разрушено. Больница, где были созданы все условия для прохождения стационарного и амбулаторного лечения, ныне действует как ФАП. При ней действует аптека. Действуют школа и детский сад. Ежедневно курсируют маршрутные автобусы в Первомайский / Бузулук.
Известными жителями совхоза являются герой Социалистического Труда Манин Евгений Николаевич,народный художник Валерий Нестеров

## Население
| 2010 |
| ---- |
| 1158 |

Национальный состав: русские — 57 % (2002).